# Placca di Gorda

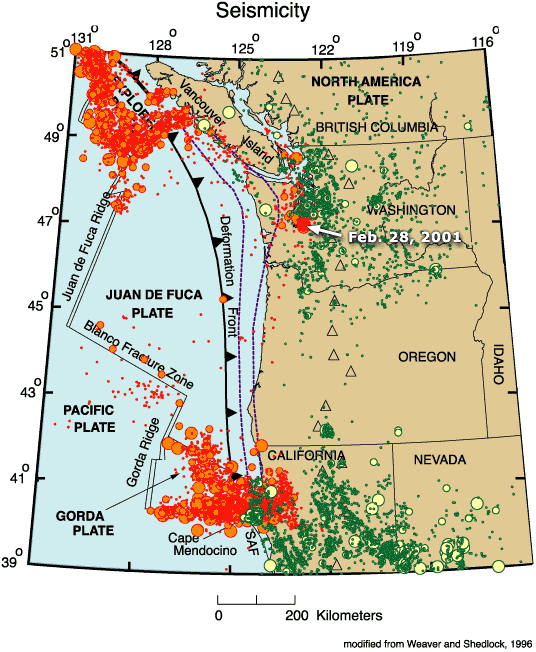
La placca di Gorda e di Juan de Fuca.

La placca di Gorda è una placca tettonica situata nell'oceano Pacifico nordamericano. Si tratta di una placca relativamente piccola, compresa fra la placca pacifica e quella nordamericana.
I suoi limiti geologici sono:
- ad est, un margine convergente (o distruttivo) segna la linea lungo la quale la placca Gorda subduce sotto la placca nordamericana alla velocità di circa 2,5 - 3 centimetri annui;[1]
- a sud, un margine trasforme (chiamato faglia di Mendocino), continuazione della faglia di Sant'Andrea, segna il confine con la placca pacifica;
- ad ovest, un margine divergente (o costruttivo), marcato dalla dorsale di Gorda, delimita il confine ancora con la placca pacifica;[1]
- a nord, un altro margine trasforme la separa dalla placca Juan de Fuca.

La placca di Gorda è, assieme alle placche di Juan de Fuca ed Explorer, uno dei resti dell'antica placca Farallon, subdotta nel Giurassico sotto la placca nordamericana.